# Mikhail Lermontov (Schiff)
Die Mikhail Lermontov war ein 1972 gebautes sowjetisches Kreuzfahrtschiff, das 1986 in Neuseeland auf Grund lief und sank.

## Geschichte

### Bau

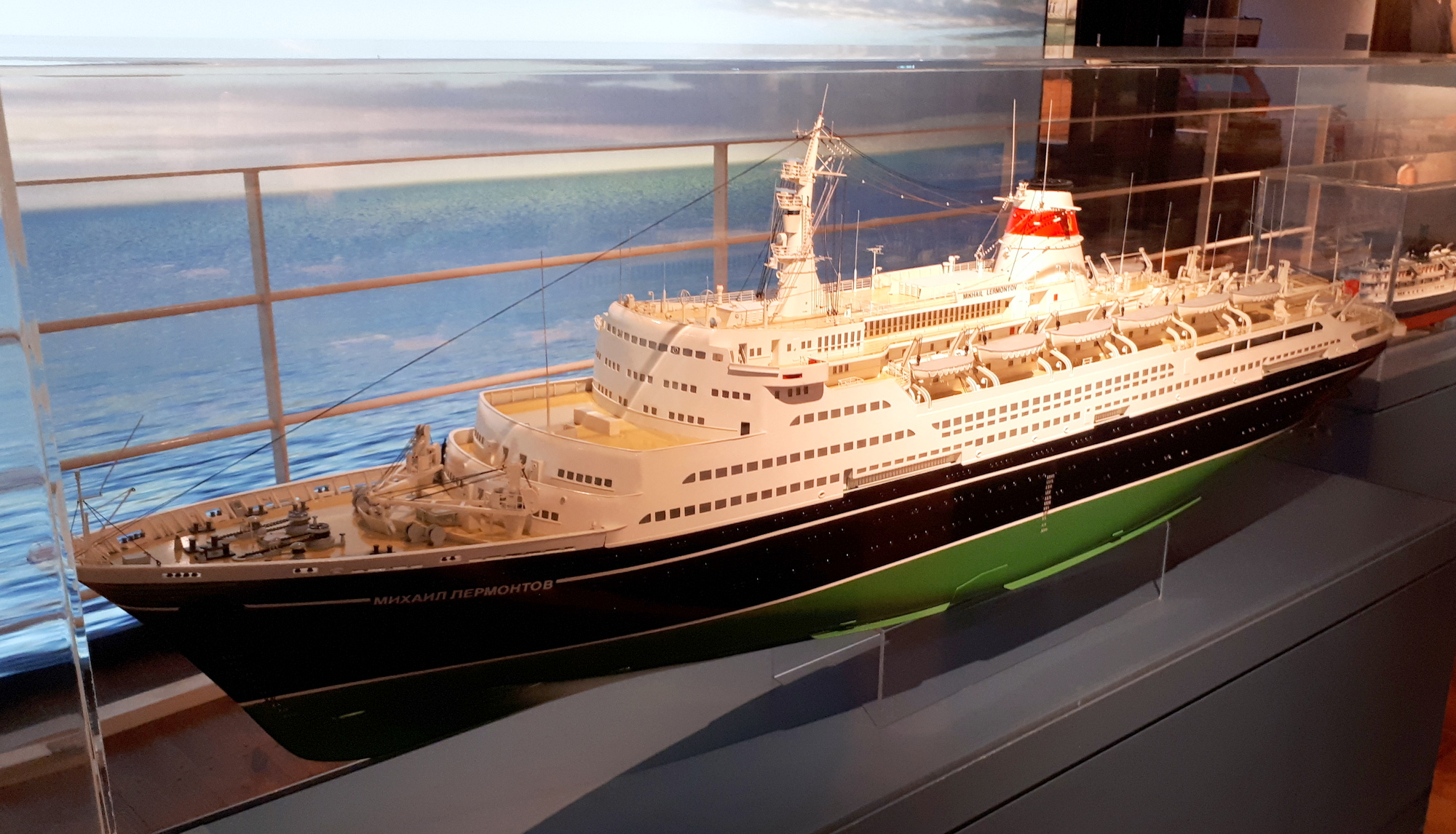
Modell der Mikhail Lermontov

Das Passagierschiff lief am 31. Dezember 1970 bei der damaligen Mathias-Thesen-Werft in Wismar mit der Baunummer 129 vom Stapel und bildete bei seiner Indienststellung am 21. April 1972 den Abschluss einer Baureihe von fünf Schwesterschiffen der Ivan Franko-Klasse. Auftraggeber der Serie war die Baltische Reederei (Baltic Shipping Company) in Leningrad.
Die Schwesterschiffe waren die Aleksandr Pushkin, die Ivan Franko, die Shota Rustaveli und die Taras Shevchenko, die inzwischen verschrottet wurden. Alle fünf Schiffe waren nahezu baugleich und trugen die Namen großer georgischer, ukrainischer und russischer Schriftsteller, in diesem Fall nach Michail Jurjewitsch Lermontow.
Die Mikhail Lermontov war 176,28 Meter lang und hatte eine Breite von 23,55 Meter. Es verfügte über acht Decks und hatte einen Tiefgang von 8,20 Metern.

### Einsatz

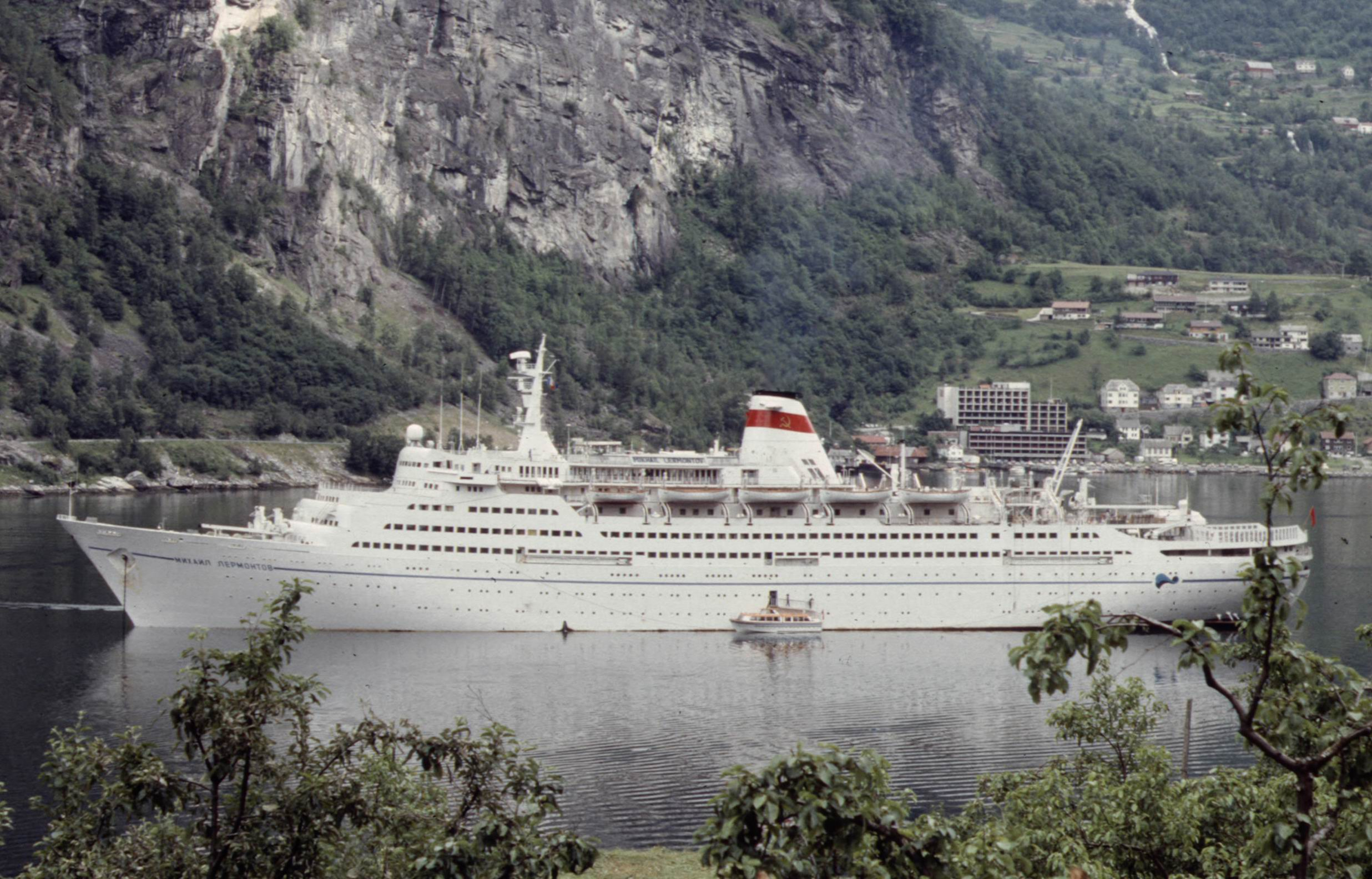
Kreuzfahrtschiff Mikhail Lermontov 1984 im norwegischen Geirangerfjord

Anfangs wurde das Schiff zwischen Bremerhaven und den Kanaren und vom Herbst 1972 bis zum Mai des folgenden Jahres im Bremerhaven-Montreal-Dienst eingesetzt. 1973 folgten Reisen zwischen Leningrad, Bremerhaven, London, Le Havre und New York. Bis 1980 fanden verschiedene Kreuzfahrten und in den Monaten Juni bis August Fahrten von Leningrad nach New York statt, wobei letztere auf dem Höhepunkt des Kalten Kriegs auf Betreiben der USA beendet wurden.
Von Januar bis Mai 1982 überholte die Bremerhavener Lloyd Werft das Schiff umfangreich, danach wurde die Mikhail Lermontov auf weiteren weltweiten Kreuzfahrten beschäftigt.

### Strandung am 16. Februar 1986
Im Frühjahr 1986 führte das Schiff unter dem Kommando des 48-jährigen Ablöserkapitäns W. Worobjow (russ. В. Воробьёв) eine Reihe von elftägigen Neuseeland-Kreuzfahrten in Charter des Reiseveranstalters CTC durch. Am 16. Februar 1986 lief die Mikhail Lermontov um 15:10 Uhr unter Beratung des Lotsen und Hafenkapitäns von Picton im Distrikt Marlborough, Donald Jamison, mit 330 Besatzungsmitgliedern und 480 Passagieren an Bord aus Picton aus. Der geplante Kurs führte das Schiff zunächst wie geplant hinaus auf das offene Seegebiet des Queen Charlotte Sound. Nachdem der Kapitän die Brücke verlassen hatte und das Schiff sich schon deutlich außerhalb des lotspflichtigen Bereichs befand, änderte das Kreuzfahrtschiff auf Veranlassung des Lotsen seinen vorher besprochenen Kurs und steuerte stattdessen näher an Cape Jackson heran. Auf Nachfrage des wachhabenden Ersten Offiziers entgegnete Jamison, er wolle den Passagieren etwas zum Sehen bieten.
Etwa eine Seemeile vor Cape Jackson entschied der Lotse eine erneute Kursänderung, die das Schiff durch die etwa 460 Meter breite Passage zwischen Cape Jackson und dem vorgelagerten Leuchtturm bei Walker Rock hindurchführen sollte. Beim Passieren dieser Engstelle lief das Passagierschiff um 17.38 Uhr auf einen Unterwasserfelsen auf und erlitt dabei starke Bodenschäden. Der Kapitän kam danach wieder auf die Brücke und leitete die folgenden Maßnahmen.
Nachdem klar geworden war, dass die Pumpen des Schiffes dem Wassereinbruch nicht gewachsen waren, wurde Mayday gegeben und der Versuch unternommen, das sinkende Schiff in der Bucht von Port Gore zu stranden. Die Strandung gelang zwar kurzzeitig; die Stromversorgung des inzwischen antriebslosen Schiffs war aber in der Zwischenzeit durch eindringendes Wasser zusammengebrochen, und die Mikhail Lermontov wurde von der einkommenden Tide wieder in tieferes Wasser versetzt. Daraufhin übernahmen das RoRo-Fährschiff Arahura und der LPG-Tanker Tarahiko die Passagiere und Besatzung der Mikhail Lermontov. Dabei wurden elf Personen verletzt. Um 22.45 Uhr sank die Mikhail Lermontov schließlich auf eine Wassertiefe von 35 Metern vor Gannet Point, wobei ein Besatzungsmitglied umkam.

### Folgen
Obwohl der damalige Verkehrsminister, Richard Prebble, eine formale Untersuchung des Falles ablehnte, ergab eine vorläufige Untersuchung des Vorfalls unter anderem, dass der Lotse Donald Jamison die Beratung des Schiffes außerhalb des Lotsenbereiches des Marlborough Harbour Board weiterführte, er sich in diesem Bereich aber gut auskannte. Die Passage zwischen dem Cape Jackson und seinem vorgelagerten Leuchtturm war für ein Schiff der Größe der Mikhail Lermontov ungeeignet, Jamison erklärte seine Fehlentscheidung durch geistige und körperliche Erschöpfung, hervorgerufen durch mehrere vorangegangene Monate mit etwa 80 wöchentlichen Arbeitsstunden. Donald Jamison machte später keine Einlassungen mehr zum Untergang des Kreuzfahrtschiffes, gab jedoch freiwillig seine Lotsenlizenz ab.
Der erste Offizier der Mikhail Lermontov Sergei Stepanischtschew wurde nach einer Untersuchung der sowjetischen Behörden zu einer vierjährigen Haftstrafe auf Bewährung und einer Geldstrafe von 20 000 Rubel zugunsten der Baltischen Reederei in Leningrad verurteilt.
Zwischen der Baltischen Reederei und dem Marlborough Harbour Board wurde eine außergerichtliche Schadenseinigung getroffen. Das Wrack der Mikhail Lermontov konnte nicht geborgen werden, lediglich ein Teil des Öls wurde in den folgenden zwei Monaten nach dem Unfall abgepumpt. Heute ist das Schiff ein beliebtes Ziel für Sporttaucher.